# Payrin-Augmontel
Payrin-Augmontel é uma comuna francesa na região administrativa da Occitânia, no departamento de Tarn. Estende-se por uma área de 12.84 km², e possui 2.171 habitantes, segundo o censo de 2018, com uma densidade de 170 hab/km².